# Labeo victorianus
Labeo victorianus és una espècie de peix cipriniforme de la família dels ciprínids.

## Morfologia
Els mascles poden assolir els 41 cm de longitud total.

## Distribució geogràfica
Es troba al llac Victòria.